# Paralimnophila fuscodorsata
Paralimnophila fuscodorsata là một loài ruồi trong họ Limoniidae. Chúng phân bố ở miền Australasia.